# Otsuka Sho
Sho Otsuka (sinh ngày 25 tháng 7 năm 1995) là một cầu thủ bóng đá người Nhật Bản.

## Sự nghiệp câu lạc bộ
Sho Otsuka đã từng chơi cho FC Ryukyu.